# Victor Willems
Victor Willems (19 februari 1877 – 30 november 1917) was een Belgisch schermer. 

## Levensloop
Willems nam deel aan de Olympische Spelen van 1908 en van 1912. In 1908 behaalde hij brons in het onderdeel 'degen team' en in 1912 goud in hetzelfde onderdeel.
Willems stierf tijdens de Eerste Wereldoorlog.
1908: Alibert, Berger, Collignon, Gravier, Lippmann, Olivier, Stern ·
1912: H. Anspach, P. Anspach, Hennet, Ochs, Salmon, Willems ·
1920: Allocchio, Bozza, Canova, Costantino, Marrazzi, A. Nadi, N. Nadi, Olivier, Thaon di Revel, Urbani ·
1924:  Buchard, Ducret, Gaudin, Labatut, Liottel, Lippmann, Tainturier ·
1928:  Agostoni, Basletta, M. Bertinetti, Cornaggia-Medici, Minoli, Riccardi ·
1932: Buchard, Cattiau, Jourdant, Piot, Schmetz, Tainturier ·
1936: Brusati, Cornaggia-Medici, E. Mangiarotti, Pezzana, Ragno, Riccardi ·
1948: Artigas, Desprets, Guérin, Huet, Lepage, Pécheux ·
1952: Battaglia, F. Bertinetti, Delfino, D. Mangiarotti, E. Mangiarotti, Pavesi ·
1956: Anglesio, F. Bertinetti, Delfino, E. Mangiarotti, Pavesi, Pellegrino ·
1960: Delfino, E. Mangiarotti, Marini, Pavesi, Pellegrino, Saccaro ·
1964: Bárány, Gábor, Kausz, Kulcsár, Nemere ·
1968: Fenyvesi, Kulcsár, Nagy, Nemere, P. Schmitt ·
1972: Erdős, Fenyvesi, Kulcsár, Osztrics, P. Schmitt ·
1976: Edling, Von Essen, Flodström, Högström, Jacobson ·
1980: Boisse, Gardas, Picot, Riboud, Salesse ·
1984: Borrmann, Fischer, Heer, Nickel, Pusch ·
1988: Delpla, Henry, Lenglet, Riboud, Srecki ·
1992: Borrmann, Felisiak, Proske, Resnitstsjenko, A. Schmitt ·
1996: Cuomo, Mazzoni, Randazzo ·
2000: Mazzoni, Milanoli, Randazzo, Rota ·
2004: Boisse, F. Jeannet, J. Jeannet, Obry ·
2008: F. Jeannet, J. Jeannet, Robeiri ·
2016: Borel, Grumier, Jérent, Lucenay ·
2020: Kano, Minobe, Yamada, Uyama ·
2024: Koch, Andrásfi, Siklósi, Nagy